# Ulrika Nordberg
Ulrika Nordberg (1972) è un'ex sciatrice alpina svedese.

## Biografia
La Nordberg debuttò in campo internazionale in occasione dei Mondiali juniores di Zinal 1990 e si ritirò durante la stagione 1997-1998; la sua ultima gara fu uno slalom speciale FIS disputato l'8 febbraio a Nybroberget. Non debuttò in Coppa del Mondo né prese parte a rassegne olimpiche o iridate.

## Palmarès

### Campionati svedesi
- 1 medaglia (dati parziali):
  - 1 oro (discesa libera nel 1995)[1]